# Thomas Register
Thomas Register of American Manufacturers (с англ. — «Промышленный справочник Томаса») — американский многотомный справочник, содержащий подробно категоризированную информацию о дистрибьюторах, производителях и обслуживающих компаниях.

## История
Впервые опубликован в 1898 Харвеем Марком Томасом как Hardware and Kindred Trades.

## Настоящее время
В настоящее время принадлежит компании Thomas Publishing.
Компания предоставляет свободный доступ к своей базе данных. Разработка и поддержка сайта осуществляется компанией Thomas Industrial Network, одним из структурных подразделений компании.
В 2006 Thomas Publishing прекратила выпуск печатной версии справочника, оставив лишь онлайн версию.
Содержит информацию о 650 тыс. дистрибьюторах, производителях и обслуживающих компаниях, разбитых на 67 тыс. категорий.